# Józef Bierzyński
Józef Bierzyński herbu Jastrzębiec (zm. po 1791) – regimentarz generalny województw i ziem złączonych, marszałek sieradzki konfederacji barskiej w 1769 roku, starosta perejasławski 1780.

## Życiorys
W 1764 podpisał elekcję Stanisława Augusta Poniatowskiego. 21 lipca 1768 stanął na czele konfederacji barskiej województwa sieradzkiego. W październiku tego roku, jego oddział nękany przez wojska rosyjskie gen. Iwana Drewicza uległ rozproszeniu.
W Cieszynie został wtajemniczony przez przywódców konfederackich w plany detronizacji Stanisława Augusta. Wiosną 1769, na czele kilkuset ludzi podjął nieudaną próbę opanowania zamku w Starej Lubowli, będącego w posiadaniu Kazimierza Poniatowskiego. Ten poprosił wówczas Austriaków o zajęcie starostwa spiskiego.
W swoim obozie pod Muszynką, zostali kreowani nowi marszałkowie konfederaccy: krakowski Joachim Czerny-Schwarzenberg, oświęcimski Tomasz Wilkoński, sanocki Ignacy Potocki, sandomierski Rafał Tarnowski. Ci wraz z Michałem Dzierżanowskim marszałkiem gostyńskim i Antonim Stanisławem Morzkowskim wieluńskim połączyli się w ogniwo, którego regimentarzem został Józef Bierzyński.
Bierzyński atakował konkurencyjne formacje konfederatów. Zgniótł obóz Jerzego Marcina Lubomirskiego, starł się z oddziałem Kazimierza Pułaskiego. W czerwcu bez porozumienia z władzami konfederackimi ogłosił się marszałkiem związkowym, uczestniczył w zakończonym niepowodzeniem szturmie Lwowa. Wsparty przez milicję radziwiłłowską udał się na Litwę. 17 lipca stoczył bitwę pod Białymstokiem. Jako stronnik Teodora Wessla, miał być przez niego użyty do obalenia Generalności i przeforsowania antykrólewskich planów konfederatów. Skazany przez Generalność na karę śmierci i konfiskatę dóbr, został ujęty. Miał się przyznać, jakoby sam naprowadzał Rosjan na Kazimierza Pułaskiego i w jej interesie nalegał na ogłoszenie bezkrólewia. Wypuszczony odprowadził swój oddział pod komendę Drewicza.
Ukrywał się na Śląsku, gdzie kupił majątek za 16 000 dukatów zgromadzonych w czasie działań wojennych. W marcu 1771 zbiegł do obozu Aleksandra Suworowa w Lublinie, skąd pod jego konwojem udał się do Warszawy. Tam w ambasadzie rosyjskiej złożył cenne zeznania o początkach spisku barskiego. Po upadku Wawelu 24 czerwca 1772 wziął w administrację od rosyjskiego komendanta majątki biskupie.
Członek konfederacji Andrzeja Mokronowskiego w 1776 roku  i poseł na sejm 1776 roku z województwa  brzeskokujawskiego.